# Perlaboration
Le mot perlaboration est un néologisme créé en 1967 par Jean Laplanche et Jean-Bertrand Pontalis pour traduire le terme allemand : Durcharbeitung qui signifie élaborer, travailler avec soin. On peut le voir comme la contraction de par élaboration. Il désigne une élaboration fondant le travail psychanalytique et visant la suppression du symptôme névrotique. 

## Perlaboration chez l'analysant
Au travers de la cure psychanalytique, la perlaboration est surtout connue comme travail menant à l'éradication du symptôme. Ce travail consiste à répéter, au cours d'une analyse, les mêmes scènes encore et encore jusqu'à ce que le refoulement soit mis en échec et que s'élabore une connaissance consciente de l'histoire du symptôme, qui permette de le supprimer. Une telle élaboration repose en partie sur la capacité d'association, la cure amenant le sujet à associer les éléments conscients afin de renforcer sa connaissance, y compris à travers une reconstruction historique. 
La perlaboration repose sur d'autres éléments de répétition. Le transfert lui-même est répétition. Mais ce type de répétition s'oppose à la perlaboration : il ne s'agit que de la reviviscence à la place du souvenir, de la répétition de l'identique au lieu de la mémoire. Plusieurs éléments de répétitions s'opposent donc.

## Perlaboration chez l'analyste
Rôle de l'analyste dans la perlaboration : 
- au niveau de l'attention flottante, l'analyste repère les mouvements psychiques particuliers
- au niveau de la reconstruction du passé, l'analyste fait appel à son raisonnement, ses théories
- au niveau de l'interprétation des rêves, l'analyste propose des interprétations - qui peuvent d'ailleurs se révéler fausses
- au niveau du contre-transfert, l'analyste symbolise ce qu'il ressent, met en mots ce qui provient d'un transfert qui ne parvient pas à se dire
- la perlaboration de l'analyste peut se manifester comme théorisation flottante au travers de comptes-rendus d'analyse